# کثرت‌گرایی دینی

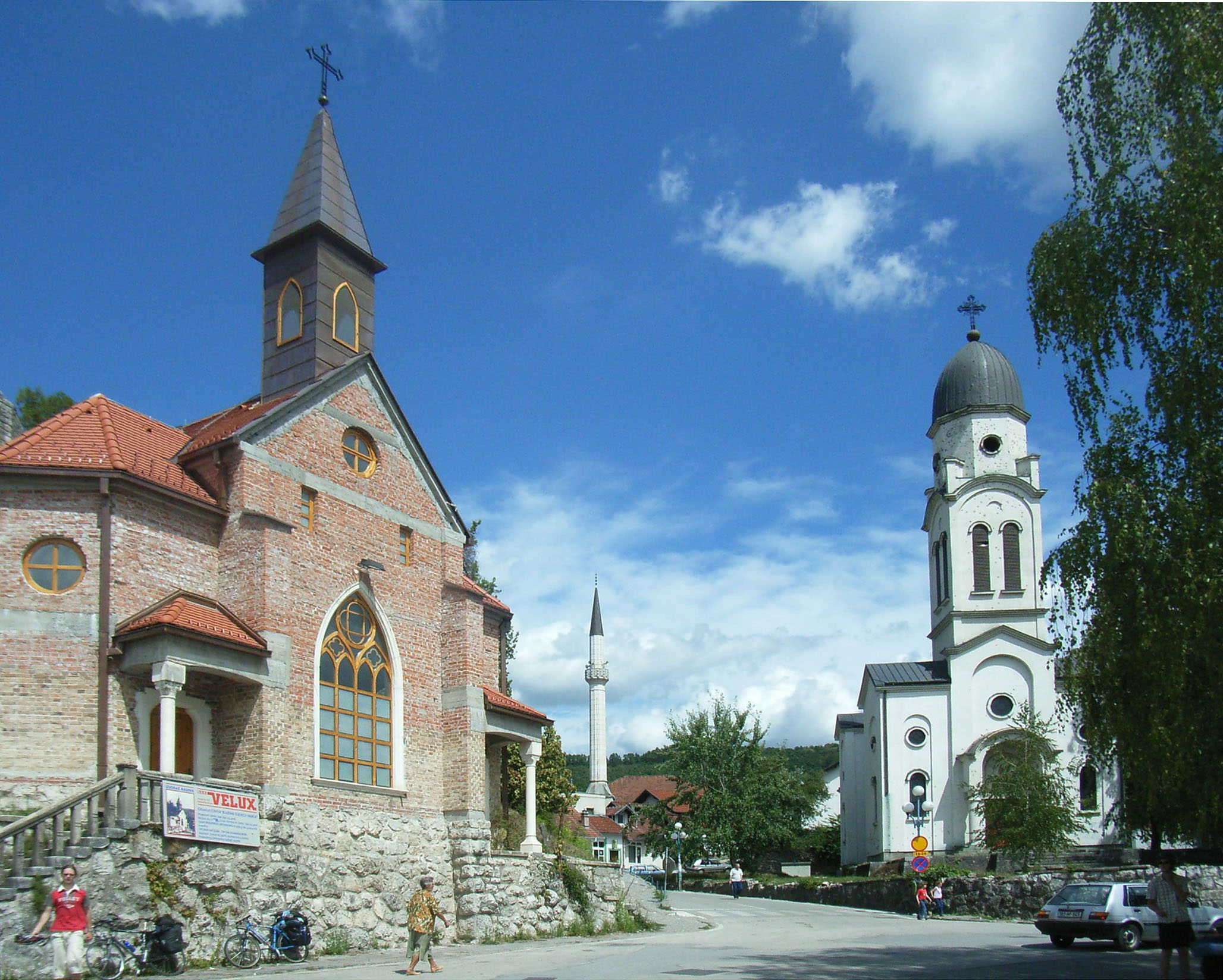
دو کلیسا با سبک متفاوت در کنار مناره مسجد

کثرت گرایی (پلورالیسم، کثرت‌انگاری یا کثرت‌باوری) نسبت به دین، نظریه‌‌ای است که برخی از دانشمندان و متکلمین غربی با تأثیر پذیری از دیدگاه خاصی در پاسخ به برخی مسائل عقیدتی و همچنین برای حل برخی از مشکلات اجتماعی ارائه می‌دهند.
تکثرگرایی نظریه‌ای است که به لزوم کِثرت عناصر و عوامل در جوامع و مشروعیت منافع آن‌ها باور دارد. پلورالیسم به مکتبی گفته می‌شود که «حقیقت»، «نجات» و «رستگاری» را منحصر در یک تفکر، دین، فرهنگ و اجتماع نمی‌داند؛ بلکه همهٔ این مؤلفه‌ها را اشتراکی بین همۀ مکتب‌ها می‌داند؛ به نحوی که  ادیان برتری ندارند و پیروان هر آئینی در صراط مستقیم هستند و همۀ آن‌ها از نجات، حقیقت و رستگاری برخوردارند.
اصطلاح شناخته شده (پلورالیسم) از (فرهنگ غربی) گرفته شده و ابتدا در آداب کلیسایی مطرح بوده‌ است. در ابتدا اصطلاح (پلورالیسم) را در مورد شخصی که چند منصب( کلیسایی) داشت به کار می‌بردند؛ اما امروزه در عرصه‌ فرهنگی به این معناست که در یک زمینه فکری و مذهبی، عقاید و روش‌های گوناگونی مورد قبول باشد. از این حیث بود که بحث پلورالیسم دینی مطرح‌ شد. بنابراین مفاد پلورالیسم دینی از آثار و کشفیات عصر جدید است.
امتداد جریان‌های فکری قرون وسطی در دوران جدید هم قابل ردیابی است. در اخلاق مدرن یهودی با وجود کسانی که تا حد زیادی خواهان تداوم ارزش‌های سنتی بودند؛ نهضت اخلاقی موسار به رهبری ربی سالانتر، در قرن نوزدهم از الهیات عصر روشنگری تأثیر پذیرفت. درحالی که راست‌کیشان یهودی بر مجزا بودن اخلاق یهودی به عنوان یک اخلاق دینی از اخلاق و منطق کانت تأکید می‌کردند؛ اصلاح‌طلبانی نظیر موسی مندلسون و موریتزلازاروس مدعی بودند که اخلاق یهودی کاملاً منطبق با اساس اخلاق کانتی و دنباله‌رو آن است. تا پیش از سال ۱۷۸۹ در اروپا و مدت‌ها پس از آن در جهان‌اسلام، یهودیان به هیچ‌ وجه مجاز به شرکت در کارهای فرهنگی و تهذیب جوامع خویش نبودند. پس از آن سال‌ها هنگامی که انجام دادن این امور برای یهودیان ممکن شد؛ آنان با شیفتگی زیاد از آن استقبال کردند. این فضای باز فرهنگی و مشارکت بیشتر مردم در امور فرهنگی یکی از مهم‌ترین ویژگی‌هایی است که یهودیت معاصر را از یهودیت قرون‌وسطی متمایز می‌کند. دیگر ویژگی متمایز کننده یهودیت این دوران شیوه‌هایی است که بر اساس آن این آئین به جنبش‌ها، گرایش‌ها و حتی فرقه‌های رقیب متعدد تبدیل شده‌‌ است. از این‌رو آن‌گونه که در قرون وسطی اعمال می‌شد اگر هم در مواردی دیدگاه‌های گوناگون وجود داشت؛ ذاتاً در جهت یک نظر و عقیده قرار می‌گرفت. البته این نظر خلاف عقیده‌هایی است که یهودی بودن را از ابتدا آیینی وفادار به پلورالیسم می‌داند.
پلورالیسم دینی در دهه‌های اخیر با کار جان‌ هیک در جهان مسیحی افزایش یافت. او مشاهده می‌کرد که بسیاری از غیر‌مسیحیان تحت تأثیر ادیان دیگر انسان‌هایی پاک و بی‌آزار بار آمده‌اند؛ بنابراین گفت:
 پس نگوئیم که مسیح خداست و فقط به وسیلۀ او می‌توان به بهشت رسید؛ چرا که اگر قرار باشد تنها گروه مسیحیان به بهشت بروند، پس عمل خیر بقیه چه می‌شود؟
در واقع پلورالیسم تفکری است که در پی هم‌زیستی مسالمت‌آمیز پیروانِ عقاید مختلف دینی در کنار هم است.

## لوازم پلورالیسم دینی
امروزه از پلورالیسم دینی به معنای دیگری منظور می‌شود که با معنای اصلی متفاوت است، و آن اینکه حقیقت مطلق، نجات و رستگاری را منحصر در یک دین و مذهب و پیروی از یک شریعت و آئین ندانیم بلکه معتقد شویم که حقیقت مطلق، مشترک میان همه ادیان است و ادیان مذاهب، شریعت‌ها و آئین‌های مختلف، جلوه‌های گوناگون حق مطلق‌اند و در نتیجه همه ادیان و مذاهب، به نجات دست می‌یابند.

## انحصارگرایی و شمول‌گرایی

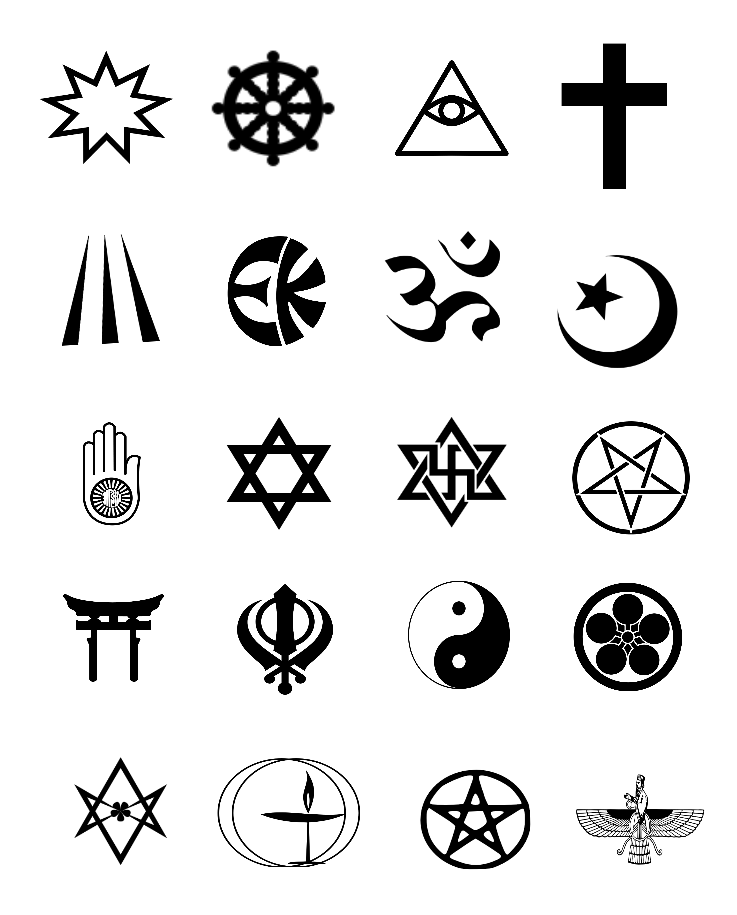
تصویری از معرفی نماد و نشانه های معین برای هریک از ادیان و مذاهب زنده یا غیرتوحیدی و باستانی جهان را می بینید.

در دنیای غرب، در برابر پلورالیسم دینی، دو مکتب فکری دیگر، با عنوان انحصار گرایی و شمول گرایی نیز مطرح است. انحصار گرایی بر آن است که، راه نجات و رستگاری در یهودیت سپس در مسیحیت تأثیر پذیرفته‌ است. نه از آن روی که حقیقت ناب تنها در آئین مسیحیت یافت می‌شود بلکه از آن روی که تجلی الهی، منحصراً در مسیح واقع شده‌ است (در اعتقاد مسیحیان، عیسی مسیح و خداوند یکتا دارای یک ذات هستند) و چون راه نجات، در گرو عنایت و لطف الهی است که از طریق تجلّی او بر بشر دست یافتنی است و نیز تجلّی خداوند شخصی بوده و فقط در مسیح رخ داده‌ است، پس راه نجات منحصراً در آئین مسیحیت است. کارل بارت متکلم مسیحی پیرو آئین پروتستان از طرفداران این نظریه است.
از دیدگاه شمول‌گرایی فقط یک راه رستگاری وجود دارد و این راه خاص، صرفاً در یک دین و مذهب خاص، قابل شناخت نیست و در عین حال، همه می‌توانند در این راه قدم بگذارند هر چند که به شرایط خاصی که در آن دین مطرح شده‌است گردن ندهند. شمول‌گرایی، این اصل کثرت‌گرایی را که لطف و عنایت خداوند به روش‌های مختلف در مورد پیروان ادیان گوناگون تجلّی یافته‌است را نیز قبول دارد. هر کس می‌تواند رستگار شود هر چند از اصول اعتقادی دین حق، چیزی نشنیده‌ باشد. کارل‌رانر متکلم مسیحی پیرو مذهب کاتولیک از طرفداران این نظریه است.

## تعریف پلورالیسم دینی
تعریف کاملی که بر اساس آن، ویژگی‌های مورد اتفاق برای پلورالیسم دینی در نظر بگیریم، وجود ندارد اما دست‌کم چند نوع کاربرد مختلف برای این واژه سراغ داریم:
کاربرد اول) پلورالیسم دینی به معنای مدارا و همچنین همزیستی مسالمت‌آمیز برای جلوگیری از جنگ‌ها و تخاصمات است؛ به عبارت دیگر، کثرت‌ها به عنوان واقعیت‌های اجتماعی پذیرفته شوند و مصلحت جامعه، این نیست که به جان هم بیفتند بلکه باید همزیستی داشته باشند نه اینکه با هم یکی شوند. در قلمرو ادیان و مذاهب هم، دو فرقه در عین حال که گرایش‌های خاص و متفاوت از هم دارند، به هم احترام می‌گذارند و عملاً با یکدیگر درگیر نمی‌شوند در عین حال که هر کسی نظر خودش را صحیح و نظریه بقیه را نادرست می‌داند اما در عمل، برادرانه زندگی می‌کنند.
“برخی، تسامح (Tolerance) را غیر از پلورالیسم می‌دانند و می‌گویند در تسامح، انسان آزادی و حقوق دیگران را محترم می‌شمارد اگرچه معتقد باشد که همه حقیقت پیش‌خود اوست. “
این تعریف از پلورالیسم سه گونه تفسیر را
- اول آنکه متدینان با روش عقلی و منطقی و خردپذیر، باید به بررسی اصول دینی تمام ادیان بپردازند و با ضوابط معرفت‌شناسی و منطقی، به سایر ادیان، گوش فرا دهند تا به دین صحیح‌تر نائل آیند.
- دوم آنکه تفسیر تبادل‌نظر و گفتگوی بین‌الادیان از منظر روانشناسانه؛ بدین معنا که متدینان ادیان و مذاهب مختلف، با احساس همدلی و شرح‌صدر، برای تقریب قلبی و باطنی با یکدیگر به گفتگو بنشینند و با تسامح، برای زوال تشنج‌های اجتماعی، حلقه‌هایی ترتیب دهند، گرچه هیچ‌گاه به نتایج یکسان معرفت‌شناختی نائل نیایند.
- سوم آنکه رویکرد گفتگوی بین‌الادیان بر اساس تردید در معتقدات دینی خود باشد.

این تفسیر با چنین پیش فرض علاوه بر آنکه نظام گفتگو را برهم می‌زند و اصل مسئله را محو می‌سازد، با دستاوردهای مکتب اهل بیت (خانواده محمد پیامبر مسلمانان) نیز ناسازگار است. علی در باب استقامت در دین و حفظ آن می‌گوید: افضل السعاده استقامه الدین (غررالحکم، ص۸۵)
کاربرد دوم) اینکه، دین واحدی از طرف خداوند آمده که چهره‌های مختلفی دارد؛ مسیحیت، یهودیت و اسلام به معنای خاص، همه ادیان، چهره‌های یک حقیقت هستند. اختلاف در جوهر ادیان نیست بلکه در فهم دین است. کسانی به گونه‌ای آن امر الهی را فهمیدند و یهودی شدند، عده‌ای دیگر، به شکل‌دیگری فهمیدند و مسیحی شدند و کسانی، به شکل‌دیگری فهمیدند و مسلمان شدند. نباید بگوئیم که این مذهب، درست است و آن نادرست. یا این دین درست است و دیگری نادرست. اصلاً این بحث‌ها، جایی ندارد. برای اینکه هر کس، طبق ذهنیت و شرایط خود، درکی از این واقعیت‌دارد. آنچه در اختیار ماست، فهم‌های مختلفی است که به صورت قاطع نمی‌توان ادعا کرد که کدام بهتر یا درست است. البته با یک قرائنی می‌توان فهمی را بر فهم دیگر ترجیح داد. ما صراط مستقیم نداریم بلکه صراط‌های مستقیم داریم. این پلورالیسم: یعنی پذیرفتن چند نوع فهم و چند نوع برداشت و چند نوع معرفت نسبت به یک حقیقت واحد، حتی اگر با یکدیگر متضاد باشند.
تفسیر فوق، شباهت نزدیکی به آرای گذشتگان یونان باستان دارد؛ آنجا که گمان می‌کردند هرکسی به هرنتیجه‌ای رسد، صرفاً برداشت شخصی او بوده و الزامی نیست تا آن را حقیقت مطلق قلمداد کند.
در نقد این تفسیر می‌توان گفت؛ اگر مطابق با مقولهٔ مذکور بگوئیم: “آنچه در اختیار ماست، فهم‌های مختلفی است که به صورت قاطع نمی‌توان ادعا کرد که کدام بهتر یا درست است.” آنگاه آنچه در اختیار ما خواهد بود نیز نوعی فهم پلورالیستی است که به‌صورت قاطع نمی‌توان آن را صحیح و موثق دانست، بلکه اختلافی است همچون سایر اختلافات و تفاسیر متفاوت از دین؛ و اگر باز مانند آنان بگوئیم: “البته با یک قرائنی می‌توان فهمی را بر فهم دیگر ترجیح داد” مشکل این خواهد بود که هنگامی که تعداد زیادی از احزاب دینی، قراین و شواهدی را به نفع دیدگاه خود ارائه می‌کنند و البته که «پلورالیسم دینی» نیز از این قاعده مستثنی نیست، چگونه می‌توان پلورالیسم را حلال مشکلاتِ بین‌الادیانی دانست زمانی که خود (خواسته یا ناخواسته) در قالب حزبی تفرقه‌انداز و تَنِش‌زا وارد عرصه می‌شود؟! به‌عبارت دیگر، هنگامی که هر فرقه‌ای اعم از اسلام و مسیحیت، در تلاش برای اثبات باورهای خویش، و در پی نقد باورهای مخالف است، ورود پلورالیسم به میدان منجر به متشنج‌شدن فضا و افزایش رقبا می‌شود و اگر نتواند مخالفان خود را جذب کند، عملاً کاری جز تشدید نزاع و دشمنی‌ها نخواهد کرد؛ چنانکه از عواقب آن می‌توان به تکفیرها و کدورت‌ها و شاخه‌شاخه‌ترشدن پیروان ادیان، اشاره کرد.
کاربرد سوم) نظر دوم دست‌کم به صورت فرض حقیقت واحدی به نام اسلام را نزد خدا می‌پذیرفت که حق است منتهی ما به آن دسترسی نداریم و لذا هر کسی هر چه می‌فهمد، همان حق است. اما دیدگاه سوم، دیدگاه دیگری است و آن اینکه اصلاً، حقایق هم حقایق کثیرند. در این قلمرو اصلاً با تناقض روبرو هستیم؛ چون نمی‌شود گفت، وجود و عدم، راست و دروغ هر دو با هم هستند.
کاربرد چهارم) نوع چهارمی از پلورالیسم نیز هست و آن اینکه: حقیقت، مجموعه‌ای از اجزا و عناصری است که هر یک از این عناصر در یک دین از ادیان یافت می‌شود و در این صورت، حقیقت، مطلب واحدی نسبت به یک موضوع واحد نیست و ما هم هیچ دین جامعی نداریم بلکه مجموعی از ادیان، دارای حقیقت‌اند که هر یک سهمی از حقیقت دارند. خلاصه هیچ دینی که جامع همه حقایق و خالص از همه باطل‌ها باشد، وجود ندارد. نه مسلمان و نه هیچ‌کس دیگری نمی‌تواند بگوید که دین من به تمام حقیقت رسیده است.